# Station Bad Harzburg
Station Bad Harzburg (Bahnhof Bad Harzburg) is een spoorwegstation in de Duitse plaats Bad Harzburg, in de deelstaat Nedersaksen. Het kopstation is het zuidelijke eindpunt van de in 1840 geopende spoorlijn uit Braunschweig, de eerste staatsspoorlijn van Duitsland. Daarnaast is Bad Harzburg ook het eindpunt van de spoorlijn uit Oker en Ilsenburg.

## Locatie en indeling

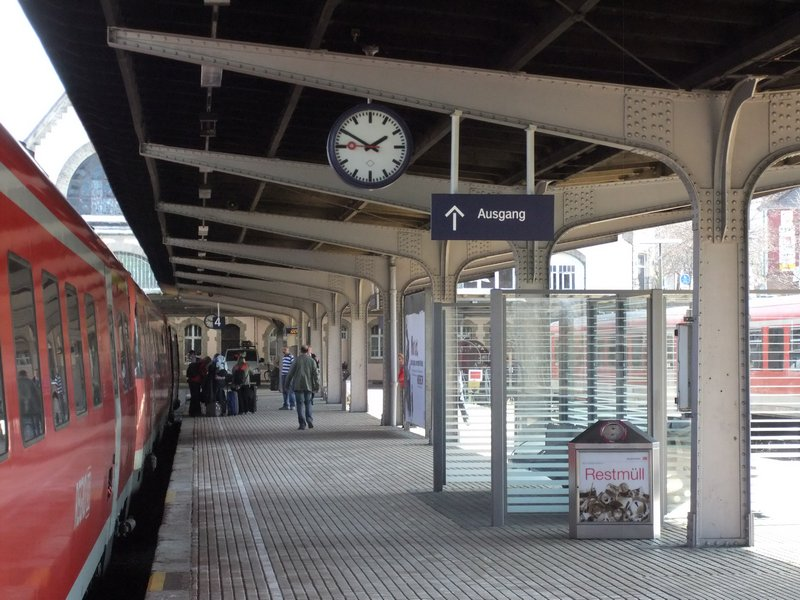
Regionale trein op spoor 4 (2012)

Het station bevindt zich noordelijk van de binnenstad van Bad Harzburg op een hoogte van 328 meter boven Normalnull. De sporen verlopen in noordwest-zuidoostelijke richting. Het emplacement wordt in het zuiden begrensd door de Dr. Heinrich-Jasper-Straße/Herzog-Julius-Straße (Landesstraße 501), in het oosten en het noorden door de straat Am Güterbahnhof en in het westen door de Badestraße.
Het station ligt aan de spoorlijnen DB 1901 (Braunschweig - Bad Harzburg) en DB 6425 (Heudeber-Danstedt - Oker). De lijn uit de richting Stapelburg is sinds 1973 stilgelegd en werd enige jaren later opgebroken.
De zes hoofdsporen van het reizigersstation (spoor 1-6) bevinden zich aan de zuidwestzijde aan drie eilandperrons; spoor 1 is buiten dienst. Spoor 1-2 is niet overkapt, de sporen 3-4 en 5-6 deels. Een grote stationskap over de sporen is er niet. Aan de kop van de sporen zijn de perrons met elkaar verbonden, hieraan sluit het stationsgebouw aan in het jaar 1905. De gevel heeft een neorenaissance bouwstijl, het interieur is in jugendstil. Het goederenstation ligt ten oosten van het reizigersstation. Deze beschikt, sinds de laatste verbouwing in 2003, over vier laadsporen (spoor 10-13).
Seinen en wissels worden vanaf het mechanische seinhuis Hf op de kop van het station bediend. Het seinhuis van het type Jüdel kwam op 17 mei 1906 in gebruik.

## Geschiedenis
Op 13 november 1837 sloot het Hertogdom Brunswijk en het Koninkrijk Hannover een verdrag over het aanleggen van een spoorverbinding van Braunschweig via Wolfenbüttel naar Neustadt unter der Harzburg. Het initiatief kwam van de Braunschwiegsche staatsman Philipp August von Amsberg. Het trajectdeel van Vienenburg naar Harzburg kwam op 22 augustus 1840 in dienst. Doordat de toenmalige ingezette locomotieven de helling (verhouding 1:49) tussen Vienenburg en het zuidelijke eindstation niet op konden, zette de Herzoglich Braunschweigische Staatseisenbahn op dit trajectdeel paarden als trekkracht in. De gehele lijn naar Braunschweig was vanaf 31 oktober 1841 te gebruiken, de omleiding rond de helling naar Braunschweig kwam voor stoomlocomotieven op 8 november 1843 in dienst.
Nadat Wernigerode in 1872 was aangesloten op het spoornetwerk waren er plannen voor een verbinding via Ilsenburg naar Harzburg. De initiatiefnemer van dit plan, Graaf Otto zu Stolberg-Wernigerode, wilde als eerst een aansluiting van Halberstadt naar Wernigerode. In 1884 volgde de verlenging naar Ilsenburg. Voor de ontbrekende verbinding tussen Ilsenburg en Harzburg maakte zich voornamelijk hoteliers sterk, om het toerisme in de regio te vergroten. De Pruisische Landdag keurde de wens in 1890 goed, waarna het Koninklijke Spoorwegbestuur Maagdenburg (Königliche Eisenbahndirektion; KED) verscheidenen tracé ging onderzoeken.
Uiteindelijk was er een directe verbinding via Abbenrode voorzien, maar een grondbezitter wilde zijn land niet verkopen. Een alternatief tracé was met een tunnel door de Butterberg, maar deze was te duur. Beide varianten voorzagen een doorgangsstation in Harzburg. De derde van de KED Maagdenburg overwogen variant was een verbinding noordelijk van het Schimmerwald. Doordat deze route onnodig lang was en de kosten niet veel lager uitvallen dan de tunnelvariant werd ook voor deze niet gekozen. Het compromis was een verbinding door de Schimmerwald en een aansluiting op het spoor vanuit het noorden. Deze variant verschilde sterk tegenover de andere varianten, maar deze variant was de beste kosten-effectiefste optie. Het Hertogdom Braunschweig stemde in 1872 met het voorstel in, waarna de werkzaamheden begonnen. Op 30 september 1894 werd de verbinding feestelijk geopend.
Het station had toen nog een andere indeling. Het huidige reizigersstation beschikte over twee perronsporen en een middenspoor voor het omlopen. Alle drie de sporen waren verbonden met een draaischijf met een doorsnede van 12,6 meter. Op de kop van het station was er een stationsrestauratie, het stationsgebouw was hierop aangesloten en stond naast de sporen. Oostelijk daarvan was er nog een perron voor expresgoederen. Een verdere draaischijf bevond zich in het goederenstation. Het reizigersstation werd voorafgegaan door een locomotiefloods. Het emplacement lag westelijk van de spoorlijn en beschikte over een tweesporige rechthoekige locomotiefloods, een watertoren en een kleine werkplaats. Het station beschikt verder over een seinhuis ten noorden van het station en twee wachthuisjes. Deze bevinden zich westelijk bij de ingang van het goederenstation ter hoogte van het expresgoederenperron. De watertoren en de locomotiefloods werd met de bouw van de spoorlijn uit Ilsenburg in 1894 geopend.
Bij het begin van twintigste eeuw kwam het tot een grote verbouwing van het emplacement. Uitgangspunt was hiervoor de bouw van de in 1912 geopende zijlijn naar Oker. In 1907 kreeg de spoorlijn naar Vienenburg een tweede spoor. Het reizigersstation kreeg drie kopperrons, daaraan werd in 1905 het nieuwe stationsgebouw op aangesloten. De beide kleinere draaischijven werden vervangen door één 20 meter draaischijf in het locomotiefstation. Voor het omlopen is er alleen een handbediende wisselverbinding tussen de sporen. Het locomotiefstation werd eveneens uitgebreid. Het seinhuis en die bij het goederenstation gelegen seinhuis werd in hetzelfde jaar door een nieuw mechanisch seinhuis aan de noordzijde vervangen. Bijzonder is dat de seinbrug nog bestaat. In de jaren '20 werd de draaischijf verder vergroot naar 23,6 meter. Ongeveer tegelijkertijd kregen de perrons B en C een overkapping.

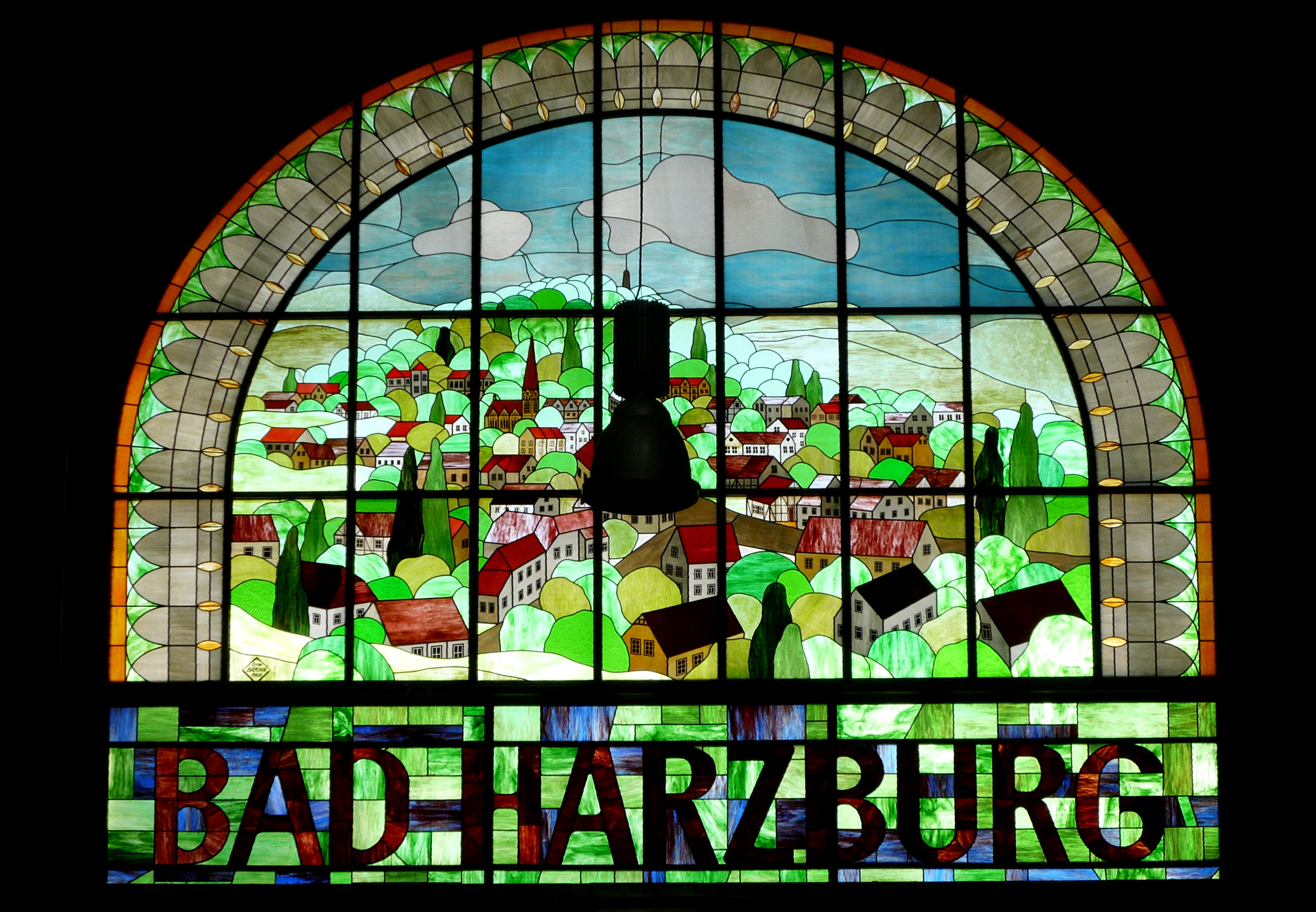
Glas-in-loodraam in het stationsgebouw van Bad Harzburg (2013)

In 1942 brak de Deutsche Reichsbahn het tweede spoor naar Vienenburg af. Het station bleef tijdens de Tweede Wereldoorlog lange tijd ongeschonden. De Deutsche Reichsbahn gebruikte de verbinding van Heudeber-Danstedt via Wenigerode en Bad Harzburg naar Goslar voor omleidingsverkeer. De uitlopers van het middelgebergte zouden goede bescherming bieden tegen eventuele luchtaanvallen, maar wat tegen het einde van de oorlog niet gebeurde. Op 10 april 1945 bereikte Amerikaanse soldaten Goslar, een dag later werd Bad Harzburg bevrijdt. Gelijktijdig explodeerde het zes kilometer verder gelegen wapenfabriek Stapelburg door een luchtaanval. De drukgolf was zo sterk, dat in het station van Bad Harzburg de ramen aan de oostzijde braken. De ramen werden in 1986 bij benadering in origineel staat hersteld.
Op 29 mei 1945 vertrokken de Amerikanen uit Bad Harzburg en kwam het in de Britse bezettingszone te liggen. Vanaf 1 juli 1945 controleerde het Rode Leger het gebied ten oosten van Bad Harzburg. Het doorgaande verkeer van Bad Harzburg naar de Sovjet-bezettingszone werd onderbroken; in 1946 reden er nog op wens van beide bezetters nog enkele vluchtelingtreinen over de grens. Hierna reden de treinen vanaf Bad Harzburg niet verder dan Eckertal. De in 1949 uit de Deutsche Reichsbahn ontstane Deutsche Bundesbahn reed tot 21 mei 1955 reizigerstreinen naar Eckertal, tot 27 september 1958 pendelde er nog treinvervangend busvervoer. Het goederenverkeer eindigde op 11 juni 1957 naar Eckertal. Een ongeveer 225 meter lange spoordeel diende tot in de jaren '70 als opstelspoor.
In de jaren '70 sloot de Bundesbahn het locomotiefstation van Bad Harzburg. De nog voorhanden sporen werden midden jaren '80 opgebroken. Eind jaren '90 kwam het tot een grote terugbouw van het goederenemplacement. DB Cargo reed toen alleen nog enkele grindtreinen. Nadat DB Cargo in 2002 zich terugtrok uit dit vervoer, werd het transport overgenomen door de evb. Het overlaadterrein werd in de daarop volgende jaren vernieuwd.
Sinds 2006 heeft DB Netz het voornemen het mechanische seinhuis in Bad Harzburg en de regio te sluiten. Het treinverkeer wordt dan aangestuurd vanuit het treindienstleiderspost in Göttingen. In 2010 werd bekend dat het omzetten van de aansturing ongeveer tien jaar wordt uitgesteld.

## Verkeer

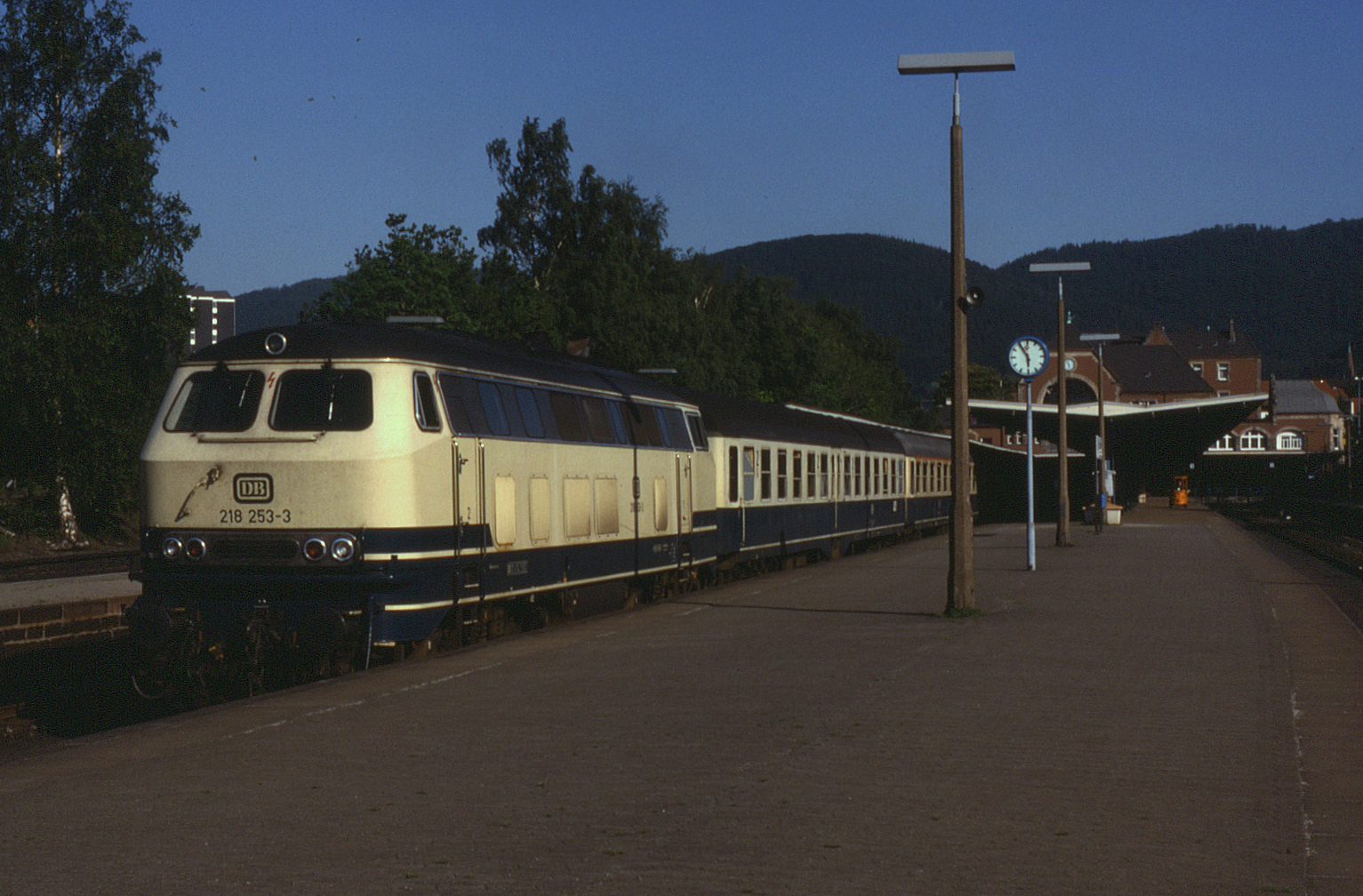
218 253 voor een reizigerstrein op spoor 4 (1989)

Terwijl op de spoorlijn van en naar Braunschweig vooral lokaalverkeer bedient, werden de treinen op de tussen 1894 en 1912 geopende spoorlijnen voornamelijk gebruikt door vakantieverkeer. De vanuit Halberstadt komende treinen werd met de opening van de spoorlijn naar Oker in 1912 meestal doorgetrokken naar Goslar. In de zomerdienstregeling van 1914 waren er in totaal 14 treinparen plus twee treinparen in de zomermaanden op de spoorlijn naar Vienenburg en Braunschweig. Tussen Halberstadt/Wernigerode, Bad Harzburg en Goslar reden dagelijks zeven treinparen, hierbij kwamen vier treinparen van Bad Harzburg naar Halberstadt/Wernigerode en Goslar evenals elke werkdag één treinpaar naar Goslar en diverse vakantietreinen. De KED Maagdenburg had het voornemen voor een tweede spoor tussen Ilsenburg en Bad Harzburg. Dit voornemen werd uitgesteld door de Eerste Wereldoorlog en werd na de oorlog niet meer aangelegd.
Het aanbod ontwikkelde zich in de jaren '20 en '30, het aantal treinen waren vergelijkbaar met de situatie in 1914. Terwijl de Grote Depressie wereldwijd toesloeg bleef het vakantieverkeer op gelijk niveau, ook tijdens de Wereldoorlogen. Naast regionale treinen naar Braunschweig, Halberstadt en Goslar reden er in de zomer van 1939 vijf sneltreinparen via Bad Harzburg. Deze boden directe verbindingen naar Berlijn, Maagdenburg, Halle, Hildesheim en Hannover.
Na 1946 was de verbinding van Bad Harzburg via Eckertal en verder naar Wernigerode en Halberstadt onderbroken door de Duitse deling. Het overgebleven deel werd door de Deutsche Bundesbahn vanaf 1950 elke werkdag door twee treinparen bediend. In 1955 werd het reizigersvervoer naar Eckertal gestaakt. Het goederenverkeer naar een houtzagerij in Eckertal bleef nog twee jaar bestaan, maar door een noodzakelijke bochtverbreding werd het vervoer gestaakt. Tot de brand in de zagerij in 1963 bleef de Deutsche Bahn met treinvervangend vervoer rijden. De verbindingen naar het noorden en het westen werden verder uitgebreid, in de zomer van 1950 waren er bijvoorbeeld sneltreinverbindingen naar Hannover en Düsseldorf, en koerswagens naar Bonn en Hoek van Holland.
Na Die Wende had de in de Nieuwe Duitse deelstaten gelegen Landkreis Wernigerode het voornemen om de verbinding van Bad Harzburg via Eckertal en Stapelburg richting Wernigerode te herstellen. Dat zowel de Deutsche Bundesbahn als ook de Deutsche Reichsbahn een doorgaande verbinding van Halle naar Braunschweig en Hannover nastreefde, was bij de heropening van de lijn kopmaken in Bad Harzburg noodzakelijk geweest. Het aansluiten van beide spoornetten vond iets noordelijker plaats bij Vienenburg, waarmee er een directe verbinding ontstond via Goslar waardoor ook de omgeving van Bad Harzburg te bereiken is.
De met de zomerdienstregeling ingevoerde Harz-Express (RE 4) van Hannover via Goslar en Halberstadt naar Halle reed deels via Bad Harzburg. In het voorjaar van 2012 maakte het OV-bureau Nedersaksen bekend (Landesnahverkehrsgesellschaft Niedersachsen), dat de verbinding vanaf de dienstregeling van 2015 tussen Hannover en Goslar wordt geschrapt en de trein direct van Goslar naar Vienenburg rijdt. Het verkeer van Hannover naar Bad Harzburg werd daarvoor met de lijn RE 10 vervangen. De exploitatie van deze lijn evenals twee andere Regionalbahn-lijnen van Bad Harzburg naar Braunschweig en Göttingen is sinds de nieuwe dienstregeling van 2015 in handen van erixx.
De volgende treinseries doen het station Bad Harzburg aan:
| Serie | Treinsoort                   | Route                                                                         | Bijzonderheden                    |
| ----- | ---------------------------- | ----------------------------------------------------------------------------- | --------------------------------- |
| RE 10 | Regional-Express (Erixx)     | Hannover Hbf – Hildesheim Hbf – Salzgitter-Ringelheim – Goslar – Bad Harzburg |                                   |
| RB 42 | Regionalbahn (Erixx)         | Braunschweig Hbf – Wolfenbüttel – Vienenburg – Bad Harzburg                   | Gekoppeld aan RB 43 in Vienenburg |
| RB 82 | Regionalbahn (DB Regio Nord) | Göttingen – Northeim (Han) – Kreiensen – Seesen – Goslar – Bad Harzburg       |                                   |